# Podhájska
Podhájska é um município da Eslováquia, situado no distrito de Nové Zámky, na região de Nitra. Tem 11,12 km² de área e sua população em 2018 foi estimada em 1.015 habitantes.

## Demografia
| Ano:        | 1994 | 2004   | 2014    | 2024   |
| ----------- | ---- | ------ | ------- | ------ |
| Broj ljudi: | 1258 | 1156   | 1032    | 1062   |
| Razlika:    |      | -8,10% | -10,72% | +2,90% |

| Ano:               | 2023 | 2024   |
| ------------------ | ---- | ------ |
| Número de pessoas: | 1055 | 1062   |
| Diferença:         |      | +0,66% |